# Koerdische alfabetten
De Koerdische alfabetten zijn alfabetten als variant op het Latijnse alfabet, overeenkomstig met een systeem dat is opgesteld door Celadet Bedir Khan in 1932 (het zogeheten Bedirxan-alfabet of Hawar-alfabet), of als variant op het Perzische alfabet, het zogeheten Sorani-alfabet (vernoemd naar de stad Soran in Irak).
Het Hawar wordt gesproken in Turkije, Syrië en Armenië, het Sorani in Irak en Iran. Twee andere schriftsoorten zijn gebaseerd op het Cyrillisch alfabet en het Armeens alfabet. Deze zijn in het verleden gebruikt in de Armeense Socialistische Sovjetrepubliek.

## Hawar
Het dialect wordt geschreven in een uitgebreid Latijns alfabet en bestaat uit 31 letters.
Aa Bb Cc Çç Dd Ee Êê Ff Gg Hh Ii Îî Jj Kk Ll Mm Nn Oo Pp Qq, Rr Ss Şş Tt Uu Ûû Vv Ww Xx Yy Zz
In dit alfabet zijn de korte klinkers de e, i, u en de lange klinkers de a, ê, î, o, û. Toen Bedir Khan het alfabet publiceerde in zijn tijdschrift "Hawar", deed hij een voorstel de letters ح, غ , en ع te vervangen door ḧ en ẍ; deze zouden "niet-Koerdisch" klinken. Deze worden wel gebruikt in het Cyrillisch alfabet.
Turkije erkent het Hawar niet. Het gebruik van de q, w, x is hiervoor een reden, aangezien het Turkse alfabet deze symbolen in principe niet hanteert. Sinds september 2003 hebben vele Turkse Koerden geprobeerd hun naam in het Koerdisch te wijzigen en zo deze drie symbolen toe te voegen aan hun namen, dit mislukte echter. In Turkije leven 14,2 miljoen Koerden.

## Soraní
Het Soraní is een ander Koerdisch alfabet. Het is een variant op het Perzische alfabet en bestaat uit 33 letters. In tegenstelling tot het Arabische alfabet, wat een Abjad is (alleen medeklinkers, de lezer moet zelf de klinkers toevoegen), is het Soraní een echt alfabet waarin klinkers wél gebruikelijk zijn en het schrift leesbaarder maken. Het komt echter niet geheel overeen met de traditionele Koerdische geluiden, daar het een korte /i/ heeft en het moeilijk is verschil te maken tussen de /w/ en korte /u/, en de /y/ en de /î/. Maar het toont wel de twee faryngale medeklinkers, alsook als een stemhebbende velaire fricatief, die in het Koerdisch wordt gebruikt.
Het Soraní wordt door ongeveer zes miljoen mensen gesproken, voornamelijk in Koerdistan. Daar is het Soraní het meestgebruikte alfabet, hoewel het Latijnse alfabet ook gebruikt wordt. Dit geldt ook, hoewel in mindere mate, voor Irak en Iran.
ى ,ێ ,ە ,ﮪ ,ﻭﻭ ,ﻭ ,ﯙ ,ﻥ ,ﻡ ,ڵ ,ﻝ ,ﮒ ,ﮎ ,ﻕ ,ڤ ,ﻑ ,ﻍ ,ﻉ ,ﺵ ,ﺱ ,ﮊ ,ﺯ ,ڕ ,ﺭ ,ﺩ ,ﺥ ,ﺡ ,ﭺ ,ﺝ ,ﺕ ,ﭖ ,ﺏ ,ﺍ

## Cyrillisch
Het derde systeem, gebruikt voor en door de (Kirmanci-sprekende) Koerden in de voormalige Sovjet-Unie, hanteert het Cyrillische alfabet, bestaande uit 32 letters.
А, Б, В, Г, Г', Д, Е, Ә, Ә', Ж, З, И, Й, К, К', Л, М, Н, О, Ö, П, П', Р, Р', С, Т, Т', У, Ф, Х, Һ, Һ', Ч, Ч', Ш, Щ, Ь, Э, Ԛ, Ԝ

## Armeens
Van 1921 tot 1929 werd het Armeens alfabet gebruikt voor het Koerdisch in de Armeense Socialistische Sovjetrepubliek. Daarna werd het vervangen door een soort Latijns alfabet gedurende de Latinisering.
In 1928 werden alle Koerdische dialecten (of alfabetten) in alle Sovjetrepublieken (ook de Armeense Socialistische Sovjetrepubliek) omgezet naar het Latijnse alfabet, met enkele Cyrillische symbolen erbij:
a, b, c, ç, d, e, ә, f, g, г, h, i, ь, j, k, ʀ, l, m, ɴ, o, ө, w, p, n, q, ч, s, ш, ц, t, u, y, v, x, z, ƶ
In het jaar daarna werd het systeem weer omgegooid en bestond het alfabet uit de volgende karakters:
| A a | B b | C c | Є є | Ç ç | D d | E e | Ә ә |
| Ә́ ә́ | F f | G g | Ƣ ƣ | H h | Ħ ħ | I i | J j |
| K k | K k̡ | L l | M m | N n | O o | Ö ö | P p |
| Ṕ ṕ | Q q | R r | S s | Ş ş | T t | T̡ t̡ | U u |
| Û û | V v | W w | X x | Y y | Z z | Ƶ ƶ | Ь ь |

## Yekgirtú
Ook is er nog het Yekgirtú. Dit is een schrift, recent ontwikkeld door de Koerdische Taalacademie. Tegenwoordig wordt dit alfabet meer gebruikt op de Koerdische televisie dan het Arabische schrift. Het Yekgirtú kent 34 karakters.
A, B, C, Ch, D, E, É, F, G, H, I, Í, J, Jh, K, L, ll, M, N, O, P, Q, R, rr, S, Sh, T, U, Ou, V, W, X, Y, Z